# Stanisław Kostka Zarzecki
Stanisław Kostka Zarzecki (ur. ok. 1750, zm. 12 października 1853 w Warszawie) – szlachcic, prezydent Krakowa, rezydent rządu rosyjskiego w Krakowie.
W grudniu 1810 mianowany został przez księcia warszawskiego Fryderyka Augusta prezydentem Krakowa. Jako prezydent Krakowa przystąpił do Konfederacji Generalnej Królestwa Polskiego w 1812 roku. W 1815 został senatorem Wolnego Miasta Krakowa, awansował szybko zostając rezydentem/konsulem generalnym rządu rosyjskiego w Krakowie (1818-1834). W 1835 starał się usilnie, ale bezskutecznie aby Krakowianie podpisali petycję o przyjęcie Krakowa do Królestwa Kongresowego. Odznaczony Orderem św. Stanisława II klasy,  Świętego Włodzimierza III klasy oraz Znakiem Nieskazitelnej Służby za lat 15.
Za czasów jego prezydentury utworzono po wyburzeniu kościoła św. Szczepana plac Gwardii Narodowej (późniejszy  pl. Szczepański).